# Phormium
Se procura a forma de tratar o açúcar em pastelaria, veja ponto espadana.
Phormium (vernacular, fórmio) é um género botânico pertencente à família HemerocallidaceaeHemerocallidaceae.
A espécie Phormium tenax foi cultivada para produção de fibras utilizadas em cordoaria e na confeção de tecidos grosseiros.
1. ↑  «Phormium — World Flora Online». www.worldfloraonline.org. Consultado em 19 de agosto de 2020